# Любанув (Пйотрковський повіт)
Любанув (пол. Lubanów) — село в Польщі, у гміні Ґрабиця Пйотрковського повіту Лодзинського воєводства.
Населення — 211 осіб (2011).
У 1975-1998 роках село належало до Пйотрковського воєводства.

## Демографія
Демографічна структура станом на 31 березня 2011 року:
|          | Загалом | Допрацездатний вік | Працездатний вік | Постпрацездатний вік |
| -------- | ------- | ------------------ | ---------------- | -------------------- |
| Чоловіки | 96      | 24                 | 62               | 10                   |
| Жінки    | 115     | 26                 | 64               | 25                   |
| Разом    | 211     | 50                 | 126              | 35                   |